# Roeselia fasciata
Roeselia fasciata är en fjärilsart som beskrevs av Rothschild 1913. Roeselia fasciata ingår i släktet Roeselia och familjen trågspinnare. Inga underarter finns listade.